# مترو هلسنكي

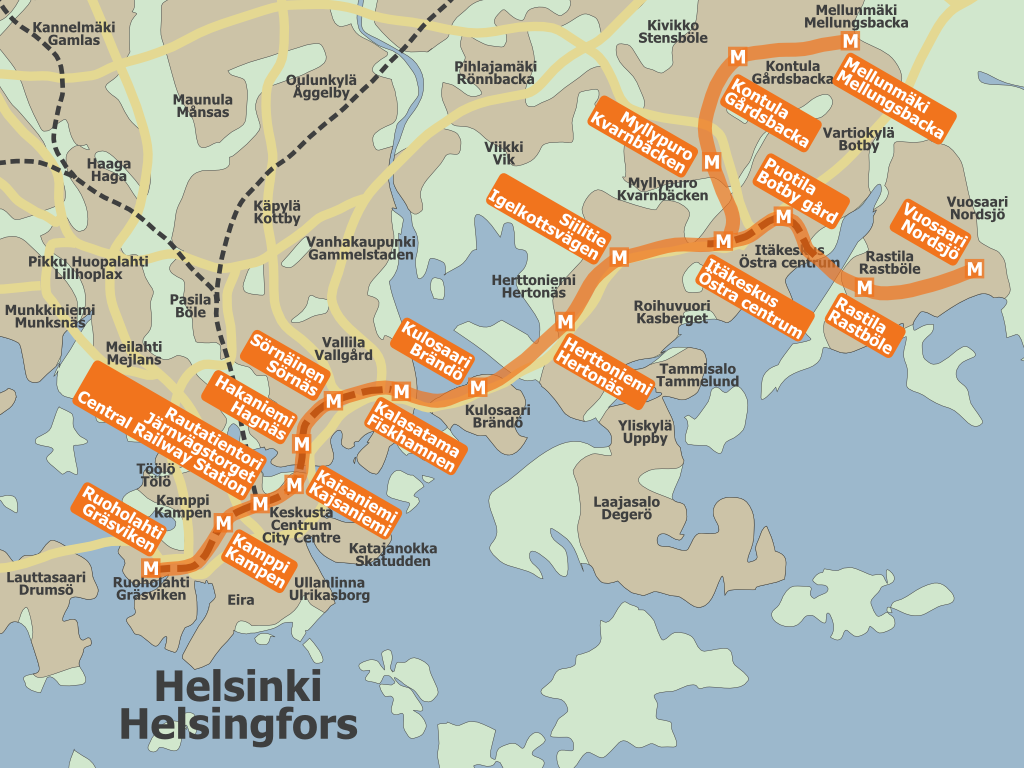

مترو هلسنكي (بالفنلندية: Helsingin metro؛ بالسويدية: Helsingfors metro) نظام قطار الأنفاق في العاصمة الفنلندية هلسنكي. وهو أقصى أنظمة المترو شمالاً في العالم، والوحيد حالياً في فنلندا. افتتح لعامة الجمهور في 2 أغسطس 1982 بعد 27 عاماً من التخطيط. تـُشغله شركة مواصلات مدينة هلسنكي (HKL) لصالح مواصلات منطقة هلسنكي (HSL) ويحمل 50 مليون مسافر سنوياً.
يحتوي النظام على خط واحد يتفرع في إحدى النقاط مع سبعة عشر محطات ويبلغ طوله 21.1 كيلومتراً. تخدم في المقام الأول ضواحي شرق هلسنكي، ولكن يمكن استخدامها أيضاً كوسيلة نقل داخل المناطق المركزية من المدينة. سيـُوصل تمديد لانسيمترو الخط بغربي هلسنكي والأجزاء الجنوبية من المدينة المجاورة لإسبو، المخدومة حالياً بواسطة الحافلات فقط.
شبكة قطارات المحلية (فوق الأرض) التي تخدم التوجهات نحو الشمال والشمال الغربي لا تتقاطع مع شبكة مترو الانفاق، إلا إنه بإمكان الركاب تغيير القطارات في محطة قطارات هلسنكي المركزية (محطة مترو راوتاتيينتوري).

## التاريخ

### مرحلة التخطيط

#### 1955–1967: مشروع سكة حديدية خفيفة
ترجع الحركة الأولى لبناء نظام سكة حديد حضرية في هلسنكي إلى سبتمبر 1955، رغم أن فكرة سكك حديدية حضرية عبر أنفاق لهلسنكي ظهرت عدة مرات خلال العقود الخمسة الماضية. تشكلت لجنة مرور الضواحي (esikaupunkiliikennekomitea) تحت قيادة رينو كاسترين، وفي أواخر عام 1955 عملت اللجنة على مسألة ما إذا كانت المدينة حقاً في حاجة لنظام للنقل العام عبر أنفاق في هلسنكي. بعد نحو أربعة سنوات من العمل قدمت اللجنة النتائج التي توصلت إليها إلى مجلس المدينة. وكانت النتائج واضحة: هلسنكي في حاجة إلى نظام المترو. كانت هذه هي المرة الأولى التي يستخدم مصطلح «مترو» لوصف النظام المخطط. في ذلك الوقت لم تقدم اللجنة بعد أية تفاصيل بشأن أي نوع من العربات ينبغي أن يستخدم على المترو: الترام أوعربات سكك حديدية أثقل أوحافلات أو الترولي جميعاً كبدائل. كان رد فعل مجلس المدينة اتجاه لجان العرض لامبالياً إلى حد كبير، مع إفادة العديد من أعضاء المجلس للصحافة بأنهم لم يفهموا شيئاً من عرض كاسترين.

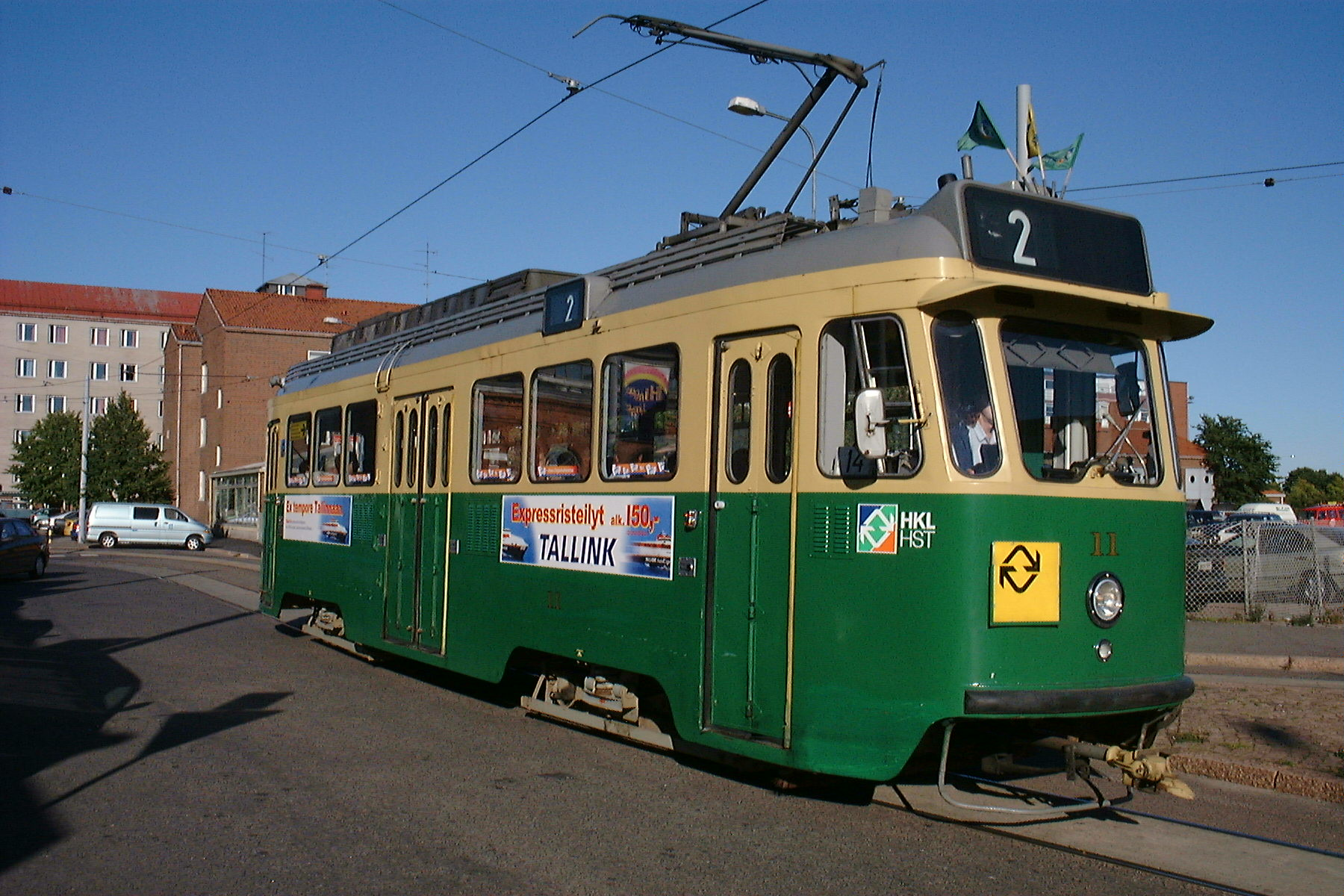
The Karia HM V trams built in 1959 were built with provisions for use on the originally planned light rail -type metro system.

رغم الاستقبال الباهت، طـُلب من لجنة كاسترين مواصلة عملها، بصفتها الآن لجنة المترو، رغم توفير تمويل ضئيل جداً. في ربيع عام 1963 قدمت اللجنة مقترحها لنظام مترو هلسنكي. على المستوى التقني كان هذا الاقتراح يختلف كثيراً عن النظام تحقق في نهاية المطاف. في مقترح عام 1963 تم التخطيط للمترو كنظام سكك حديدية خفيفة، يعمل في أنفاق بعمق أقصى 14 متراً تحت سطح الأرض (مقارنة ب 30 متراً في النظام النهائي)، وبمحطات وضعت على مسافات أقصر (مثلاً، أظهر عرض اللجنة بين 10 محطات سورناينن ورووهولهتي، مقارنة بستة في النظام الذي تم). اقترحت لجنة كاسترين نظام يـُبنى على خمس مراحل، تستكمل أولى منه عام 1969 والنهائية بحلول عام 2000، حينها يبلغ الطول الإجمالي للنظام إلى 86.5 كيلومتر مع 108 محطات. وقد رُفض هذا بعد مناقشات مطولة ومكثفة للغاية. في عام 1964 كلفت المدينة خبراء من هامبورغ وستوكهولم وكوبنهاغن لتقييم مقترح المترو. وأجمعت آرائهم: كانت هناك حاجة إلى المترو وينبغي بناء المقاطع الأولى بحلول عام 1970.
رغم أنه لم يتخذ أي قرار رسمي ببناء نظام على غرار ما اقترحه كاسترين، اتخذت عدة تدابير لنظام مترو سكك حديدية خفيف خلال الخمسينات والستينات، بما في ذلك ممرات منفصلة على جسري كولوسآري وناوريسآري، ومساحة لمحطة مترو في توسعة مركز مونكيفووري التجاري سنة 1964. كما تم تجهيز ترامات RM 1، HM V وRM 3 بـُنيت لنظام ترام هلسنكي في أواخر الخمسينات لتكون قابلة للاستخدام على خطوط المترو السكك الحديدية الخفيف المحتمل.